# Innenstadt (Bautzen)

Blick von der Friedensbrücke auf die Altstadt

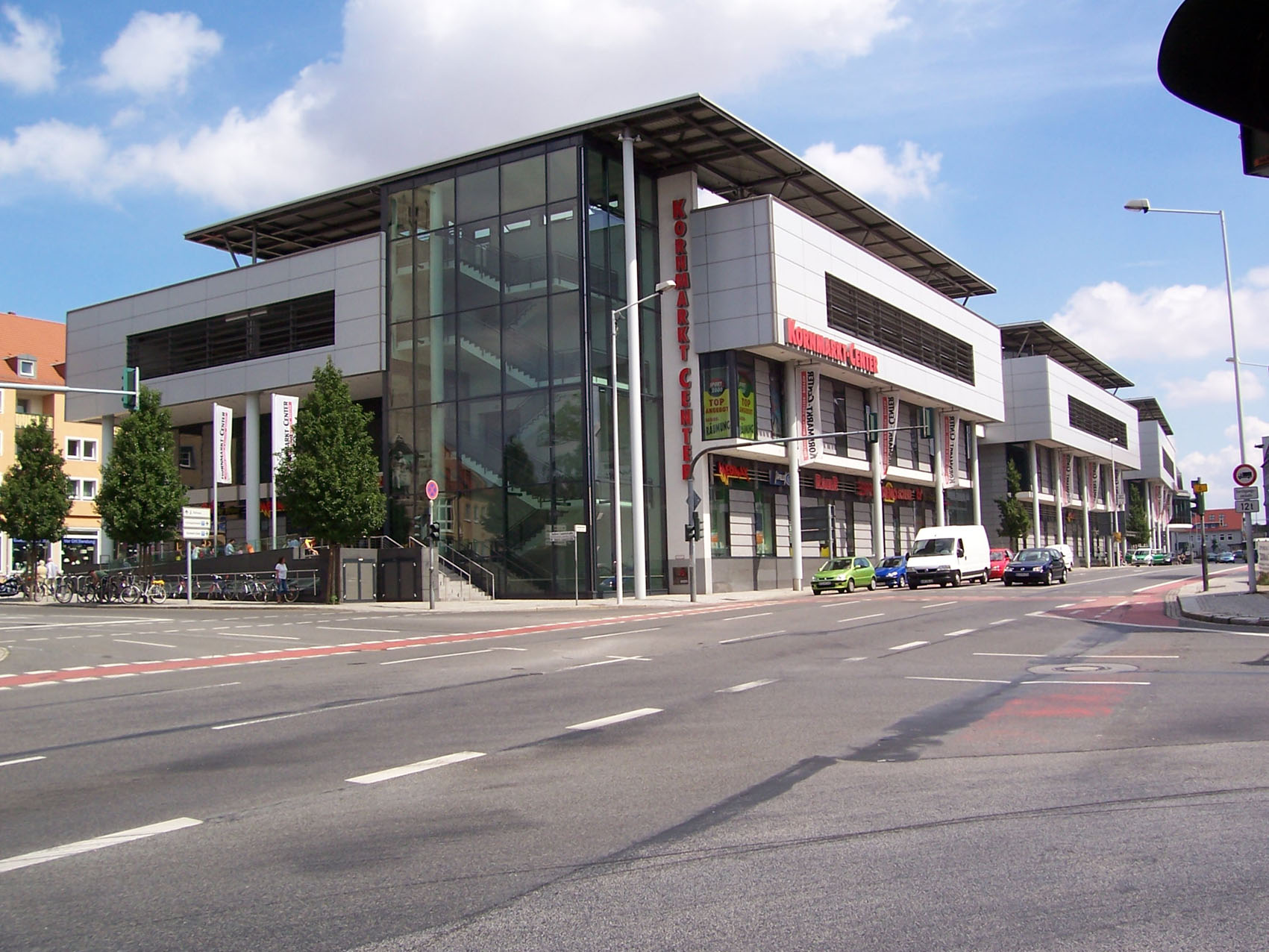
Der Bau des Kornmarkt-Centers in der Bautzener Innenstadt war unter verschiedenen Aspekten umstritten

Die Innenstadt, obersorbisch Nutřkowne městoⓘ, ist ein Stadtteil von Bautzen, der aus der historischen Altstadt und Innenstadt besteht. Er ist die historische Keimzelle der Stadt und Zentrum des städtischen Handels und des kulturellen Lebens der Stadt und hat über 5.000 Einwohner. Weite Teile stehen als Kulturdenkmale unter Denkmalschutz. Zur Innenstadt werden sowohl die historische Altstadt innerhalb der inneren Stadtmauer mit mehrgeschossiger Bebauung überwiegend aus dem 15. bis 18. Jahrhundert gezählt, als auch die sogenannte Innenstadt zwischen innerer und äußerer Stadtmauer.
Die eigentliche Altstadt, also der Stadtteil innerhalb der inneren Stadtmauer, umfasst ein Gebiet von 19 ha Fläche, welches in 326 Grundstücke aufgeteilt ist. Sie ist als Flächendenkmal der Städtebaukunst geschützt.

## Einwohnerentwicklung
Von etwa 1300 bis heute hat sich die Einwohnerzahl der Bautzener Altstadt kaum verändert und lag immer um etwa 5000. Während der DDR-Zeit ging die Bevölkerung langsam aber stetig zurück und bestand zunehmend aus sozial schwächeren Bevölkerungsgruppen. Nach 1990 ist die Bevölkerung bis heute kontinuierlich gewachsen. Wohn- und Freizeitqualität haben sich beständig erhöht.
Einwohnerzahlen:
- 1996: 4837
- 2000: 5184
- 2006: 5159
- 2013: 5370

Die Wohnungsnachfrage nach saniertem Wohnraum in der Innenstadt ist hoch. Insbesondere der Bedarf an Ein- und Zweiraumwohnungen kann in bestimmten Mietbereichen teilweise nicht mehr gedeckt werden. Ein weiterer Einwohnerzuwachs ist allerdings auch begrenzt durch Verdichtung, Sanierungsgrad, Eigentumsverhältnisse und Aufnahmefähigkeit des Stadtgebietes.

### Konfessionen
2010 waren von 5.369 Einwohnern 1.137 evangelisch (21,2 %), 548 katholisch (10,2 %) und 3.684 gehörten keiner oder einer anderen Religionsgemeinschaft an (68,6 %).

## Geschichte
Siehe: Geschichte der Stadt Bautzen